# Allodape skaifeorum
Allodape skaifeorum är en biart som beskrevs av Michener 1975. Allodape skaifeorum ingår i släktet Allodape och familjen långtungebin. Inga underarter finns listade i Catalogue of Life.